# تاريخ السياسة اليسارية في الولايات المتحدة
يتألف تاريخ السياسة اليسارية في الولايات المتحدة من طيف واسع من الأفراد والجماعات التي سعت نحو تغييرات مساواتية جذرية. يُنسب إلى الناشطين اليساريين في الولايات المتحدة دفع التغيير الاجتماعي في قضايا كالعمل والحقوق المدنية إلى الأمام، بالإضافة إلى نقدهم للرأسمالية.

## العصر الاستعماري
مارست عدة قبائل من السكان الأصليين في أمريكا الشمالية ما دعاه الماركسيون لاحقًا شيوعية بدائية، بمعنى أنهم مارسوا التعاون الاقتصادي بين أعضاء قبائلهم.

### المجتمعات الطوباوية
كان أول الاشتراكيين الأوروبيين وصولًا إلى شمال أمريكا أبناء طائفة مسيحية يعرفون باسم اللاباديين، الذين أسسوا كميونة قصر بوهيميا «بوهيميا مانور» في عام 1683، على بعد نحو 60 ميلًا غرب فيلادلفيا، في بنسلفانيا. كانت طريقتهم المشاعية (الكميونية) في العيش مبنية على الممارسات المشاعية التي يمارسها الرسل والمسيحيون الأوائل. بدأ «الشيكرز» أو «الهزازون»، وهم فرع من الكويكرز، أيضًا بالسكن في مجتمعات طوباوية اشتراكية في نهاية القرن الثامن عشر، واستمر بعض هذه المجتمعات في القرن العشرين.

### الإصلاح الديمقراطي
رغم أنه لم يكن هناك الكثير من العمل المنظم في أمريكا الاستعمارية، إلا أنه كثيرًا ما ارتبط بحق الانتخاب والحقوق الأوسع للأشخاص العاملين. كان أول إضراب في أمريكا عبارة عن مجموعة من العمال البولنديين الذين طالبوا بحق الانتخاب في مستعمرة جيمستاون.
في عام 1676 اجتمعت مجموعة متعددة الأعراق من أهالي فيرجينيا الغاضبين فيما عُرف باسم ثورة بيكون، معترضين على الفرض غير العادل للضرائب، والفساد القضائي، وتنصيب أشخاص في مواقع السلطة دون موافقة الشعب. مع أن الثورة فشلت في النهاية، إلا أنها كانت واحدةً من أولى الحركات الشعبوية في المستعمرات الأمريكية، وكانت أكبر مظاهرة ضد الحكم البريطاني الاستعماري قبل الثورة الأمريكية.
في ستينيات القرن الثامن عشر، بدأت مجموعة معظمها من الطبقة الدنيا من أهالي كارولاينا بالتنظيم ضد ما رأوه حكمًا استعماريًّا فاسدًا وغير عادل. مع أن المظاهرات بدأت بشكل سلمي، إلا أنها تصاعدت إلى ما أصبح بعدها يعرف باسم حرب التنظيم. في عام 1768، دخل المنظمون إلى هيلزبورو، واقتحموا محكمة الإقليم، وجروا المسؤولين الذين اعتبروهم فاسدين في الشوارع. عقب هزيمة في معركة ألامانس، يمكن القول إن الحركة التنظيمية هُزمت، ولم تتحقق مطالبها. ولكن هذا كان من المحفزات لاندلاع الثورة الأمريكية.

### بدايات مناهضة العبودية
مع بدء تطور العبودية في القرن السابع عشر، بدأت العديد من الشخصيات بمعارضتها. قاد روجر ويليامز -مؤسس مستعمرة رود آيلاند- محاولة فاشلة لحظر العبودية في المستعمرات. أصبح سامويل سيوول -وهو قاضٍ تطهيري شعر بالندم على مشاركته في محاكمات ساحرات سالم- مناهضًا للعبودية لاحقًا في حياته، كاتبًا بيع جوزيف، وهو كتاب جادل فيه ضد العبودية وفكرة وجود أعراق أقل باستخدام حجج من النصوص الدينية.

كان العديد من أوائل المناهضين البارزين للعبودية من الكويكرز، رغم امتلاك عدد قليل منهم للرقيق. كان أول «صاحبين» بارزين يدينان العبودية أنتوني بينيزت وجون وولمان. إذ سألا الكويكرز: «ما الذي قد يحدث في العالم أسوأ من أن يسرقنا الناس أو يخطفونا ويبيعونا كعبيد في بلدان غريبةۜ». في ذلك العام نفسه، التقت مجموعة من الكويكرز إلى جانب مينانوتيين ألمان في منزل اجتماعات في جيرمانتاون، بنسلفانيا، لمناقشة سبب نأيهم عن نظام الاستعباد. كثيرًا ما دمجت هذه الدعوة لمناهضة العبودية مع نقد أوسع للطمع والثروة، كما في نص جون وولمان بعنوان رجاء لأجل الفقراء:
تعترض الثروة المرغوبة لأجل نفسها زيادة الفضيلة، وللأملاك الكثيرة في أيدي الرجال الأنانيين نزعة سيئة؛ لأن بواسطتها لا يوظَّف إلا عدد قليل جدًّا من الأشخاص في أشياء مفيدة؛ ولذا فهم -أو بعضهم- يضطرون للعمل بجهد كبير، في حين يرغب آخرون بالعمل لاستحقاق قوت يومهم لولا اختراع وظائف -ليس لها فائدة حقيقية- لا تؤدي إلا إلى إرضاء العقول المريضة.
قاوم الرقيق أنفسهم صعود نظام امتلاك العبيد. في القرن السابع عشر كان العبيد الجدد يكتبون العرائض للمحاكم من أجل حريتهم، مجادلين بأن التحول إلى الديانة المسيحية يجب أن يكفل لهم حق التحرر من الاستعباد. كان لدى العديد من الرقيق، مستلهمين من الصحوة الكبيرة الأولى، نظرة شديدة التدين تجاه الصراع ضد العبودية، مقارنين أنفسهم ببني إسرائيل القدماء في مصر. كان هناك عدد من ثورات الرقيق: في فيرجينيا في عام 1663، في نيويورك في عام 1712 وعام 1741، وفي كارولاينا الجنوبية في عام 1736. ضمت الثورات نفسها سكانًا أمريكيين أصليين وبيضًا فقراء.

## 1848-1919
كان أول اشتراكيين أمريكيين علمانيين المهاجرين الماركسيين الألمان الذين وصلوا عقب ثورات عام 1848، وعرفوا أيضًا باسم الثمانية والأربعينيين. أسس جوزيف فيديميير -وهو زميل ألماني لكارل ماركس لجأ إلى نيويورك في عام 1851- عقب ثورات عام 1848 أول جريدة ماركسية في الولايات المتحدة باسم دي ريفولوتسيون (وتعني الثورة بالألمانية). توقفت بعد عددين. أسس في عام 1852 البروليتارياربوند (وتعني رابطة البروليتاريا بالألمانية)، والتي أصبحت فيما بعد اتحاد العمال الأمريكيين، وهو أول منظمة ماركسية في الولايات المتحدة. ولكن عمره كان قصيرًا جدًّا، إذ فشل في جذب عضوية محلية من المتحدثين باللغة الإنجليزية.
شكل وليام إتش. سيلفيس في عام 1866 اتحاد العمل الوطني (إن إل يو). أخذ فريدريش ألبيرت زورغه -وهو ألماني لجأ إلى نيويورك عقب ثورات عام 1848- المحلية رقم 5 من اتحاد العمل الوطني إلى الأممية الأولى باسم القسم الأول في الولايات المتحدة. بحلول عام 1872، كان هناك 22 قسمًا، كانت قادرة على إقامة مؤتمر في نيويورك. انتقل المجلس العام للأممية إلى نيويورك وتولى زورغه الأمانة العامة، ولكنه انحل عقب النزاع الداخلي في عام 1876.
تبعت ذلك موجة أكبر من المهاجرين الألمان في سبعينيات وثمانينيات القرن التاسع عشر، شملت أتباع ديمقراطيين اشتراكيين لفردناند لاسال. اعتقد لاسال أن المساعدات الحكومية عبر العمل السياسي كان الطريق للثورة وكان معارضًا للاتحادية النقابية العمالية التي اعتبرها عقيمةً، معتقدًا أن الشركات ستدفع وفقًا لقانون الأجور الحديدي أجورًا تكفي متطلبات المعيشة وحسب. شكل اللاساليون حزب الشغيلة في الولايات المتحدة في عام 1876. حين اكتسب اللاساليون السيطرة في عام 1877 غيروا الاسم إلى حزب العمل الاشتراكي في شمال أمريكا (إس إل بّي). ولكن العديد من الاشتراكيين تركوا العمل السياسي ككل وانتقلوا إلى الاتحادية العمالية. شكل اشتراكيان سابقان، وهما أدولف شتراسر وسامويل غرومبرز، اتحاد العمل الأمريكي (إيه إف إل) في عام 1886.
انشق الأناركيون عن حزب العمل الاشتراكي لتشكيل الحزب الاشتراكي الثوري في عام 1881. بحلول عام 1885 كان لديهم 7,000 عضو، ضعف عدد أعضاء إس إل بّي. ألهمهم المؤتمر الأناركي الدولي في عام 1881 في لندن. كان هناك اتحادان في الولايات المتحدة تعهدا بموالاة الأممية. شكلت مجموعة من الأناركيين المهاجرين في شيكاغو الجمعية الدولية للأشخاص العاملين (الأممية السوداء)، في حين شكلت مجموعة من الأمريكيين الأصليين في سان فرانسيسكو الجمعية الدولية للشغيلة (الأممية الحمراء). بعد مظاهرة عنيفة في هايماركت في شيكاغو في عام 1886، انقلب الرأي العام على الأناركية. في حين لا يمكن عزو الكثير من العنف إلى الأناركيين، فإن محاولة الاغتيال الفاشلة لشخص رأسمالي من قبل شخص أناركي في عام 1892، بالإضافة إلى اغتيال الرئيس الأمريكي وليام ماكينلي في عام 1901 من قبل شخص اعترف بكونه أناركيًّا، أديا معًا إلى إنهاء حالة اللجوء السياسي للأناركيين في عام 1903. في عام 1919 بعد غارات بالمر، اعتقل أناركيون، ونفي العديد منهم ومن بينهم إيما غولدمان وألكساندر بيركمان. ولكن الأناركية لاقت اهتمامًا عامًّا من جديد مع محاكمة الأناركيين ساكو وفانزيتي، اللذين أعدما لاحقًا في عام 1927.
أخذ دانييل دي ليون، الذي أصبح فيما بعد قائد حزب العمل الاشتراكي في شمال أمريكا، حزبه في اتجاه ماركسي. شكل يوجين ديبز، الذي كان منظمًا في نقابة السكك الحديدية الأمريكية، الحزب الاشتراكي الديمقراطي المنافس لحزب العمل الاشتراكي في عام 1898. انضم أعضاء في حزب العمل الاشتراكي، بقيادة موريس هيلكويت، والمناهضون لحكم دي ليون الشخصي المسيطر وسياسته المناوئة للاتحادية النقابية العمالية الخاصة باتحاد العمل الأمريكي، إلى الديمقراطيين الاشتراكيين لتشكيل الحزب الاشتراكي الأمريكي (إس بّي إيه).
في عام 1905، أسس مؤتمر من الأناركيين، والاشتراكيين، والاتحاديين النقابيين، المستائين من بيروقراطية النقابية المهنية لاتحاد العمل الأمريكي، نقابة العمال الصناعيين للعالم (آي دبليو دبليو)، بقيادة أشخاص مثل وليام د. هايوود «بيغ بيل»، وهيلين كيلر، ودي ليون، وديبز.
اختلف منظمو آي دبليو دبليو فيما إذا كان من الممكن توظيف سياسات التحالفات الانتخابية لتحرير الطبقة العاملة. ترك ديبز العمال الصناعيين للعالم في عام 1906، وطُرد دي ليون في 1908، مشكلًا نقابة «شيكاغو آي دبليو دبليو» المنافسة التي ارتبطت ارتباطًا وثيقًا بحزب العمل الاشتراكي في شمال أمريكا. تطورت إيديولوجيا آي دبليو دبليو (مينيابوليس) إلى النقابية الأناركية، أو «الاتحادية الصناعية الثورية»، وتجنبت النشاط السياسي الانتخابي بأكمله. نجحت في تنظيم العمال المهاجرين غير المهرة في التحطيب والزراعة والبناء في الولايات الغربية وعمال النسيج المهاجرين في الولايات الشرقية، وتقبلت العنف أحيانًا باعتباره جزءًا من العمل الصناعي.
انقسم الحزب الاشتراكي الأمريكي بين المصلحين الذين آمنوا بأن الاشتراكية يمكن تحقيقها عبر الإصلاح التدريجي للرأسمالية، والثوريين الذين اعتقدوا بأن الاشتراكية لا يمكن لها أن تتطور إلا بعد الإطاحة بالرأسمالية، ولكن الحزب بقي متخذًا لنفسه مسارًا وسطيًّا بين الاثنين. وصل الحزب الاشتراكي الأمريكي إلى ذروة نجاحه في عام 1912، حين تلقى مرشحه الرئاسي 5.9% من أصوات الشعب. كان أول عضو اشتراكي في الكونغرس، وهو فيكتور برغر، قد انتخب في عام 1910. ببداية 1912، كان هناك 1,039 مسؤول اشتراكي، من بينهم 56 عمدة، و305 عضو في المجالس المحلية والبلديات، و22 مسؤول في الشرطة، وبعض المشرعين التابعين للولايات. كانت ميلواكي، وبيركلي، وبوت، وشينيكتادي، وفلينت، كلها تدار من قبل اشتراكيين. نال منافس اشتراكي لغومبر ثلث الأصوات في منافسة على قيادة اتحاد العمل الأمريكي. كان لدى الحزب الاشتراكي الأمريكي 5 صحف يومية باللغة الإنجليزية و8 بلغات أجنبية، و262 دورية أسبوعية باللغة الإنجليزية يقابلها 36 بلغات أجنبية، و10 دوريات شهرية باللغة الإنجليزية يقابلها 2 بلغات أجنبية.
أدى دخول البلاد في الحرب العالمية الأولى عام 1917 إلى هستيريا من الشعور الوطني الموجه ضد الألمان، والمهاجرين، والأمريكيين من أصول أفريقية، والعمال الواعين تجاه الفروق الطبقية، والاشتراكيين، واستخدم كل من قانون التجسس وقانون التحريض على الفتن الناتجين عن الحرب ضدهم. ضيقت الحكومة الخناق على الصحف الاشتراكية، ومنع مكتب البريد استخدام الحزب الاشتراكي للبريد، واعتُقل المناهضون للحرب. وبعد فترة قصيرة أدين ديبز وأكثر من ستين من قادة آي دبليو دبليو وفق القانونين.